# دهستان پل به پایین
پل به پائین، دهستانی است از توابع بخش سیمکان شهرستان جهرم در استان فارس ایران.

## جمعیت
براساس سرشماری سال ۱۳۸۵ جمعیت آن ۵٬۰۲۸ نفر (۱٬۰۵۵ خانوار) بوده‌است.